# Nosso Belo Amanhã
Nosso Belo Amanhã é um romance de ficção científica publicado por Cory Doctorow. O livro, a última edição da série "Outspoken Authors", também contém o texto do discurso "Criatividade versus direitos autorais" escrito pelo autor para a Convenção Mundial de Ficção Científica 2010 e uma entrevista realizada por Terry Bisson.

## Sobre o livro
O livro retrata as lutas de Jimmy, um menino transhumano geneticamente modificado, para lidar com seu passado, seu isolamento como o único imortal, e seu relacionamento complicado com seu amigo de infância e, às vezes, a amante, Lacey, dando a história profundidade emocional. A história é profundamente relevante para o nosso tempo e lugar; ela nos diz que as coisas vão mudar e continuar mudando, mas que os elementos básicos da vida humana, nossos relacionamentos com nossos pais, nós mesmos e entre nós, ainda estarão sempre conosco.